# Shih Mai-Yu (cràter)
Shih Mai-Yu és un cràter d'impacte en el planeta Venus de 22,3 km de diàmetre. Porta el nom de Shih Mai-Yu (1873-1954), metgessa xinesa, i el seu nom va ser aprovat per la Unió Astronòmica Internacional el 1994.